# Eremobia pelurica
Eremobia pelurica är en fjärilsart som beskrevs av Leo Schwingenschuss 1939. Eremobia pelurica ingår i släktet Eremobia och familjen nattflyn. Inga underarter finns listade i Catalogue of Life.